# Ridne, Velîka Pîsarivka
Ridne (în ucraineană Рідне) este un sat în comuna Vîșcevesele din raionul Velîka Pîsarivka, regiunea Sumî, Ucraina.

## Demografie
Componența lingvistică a localității Ridne
     Ucraineană (89,93%)
     Rusă (7,91%)
     Belarusă (2,16%)
Conform recensământului din 2001, majoritatea populației localității Ridne era vorbitoare de ucraineană (89,93%), existând în minoritate și vorbitori de rusă (7,91%) și belarusă (2,16%).